# Björntjärnen (Karlanda socken, Värmland, öster om Herredalen)
Björntjärnen är en sjö i Årjängs kommun i Värmland och ingår i Göta älvs huvudavrinningsområde. Sjöns area är 0,011 kvadratkilometer och den är belägen 285 meter över havet.